# Råshult

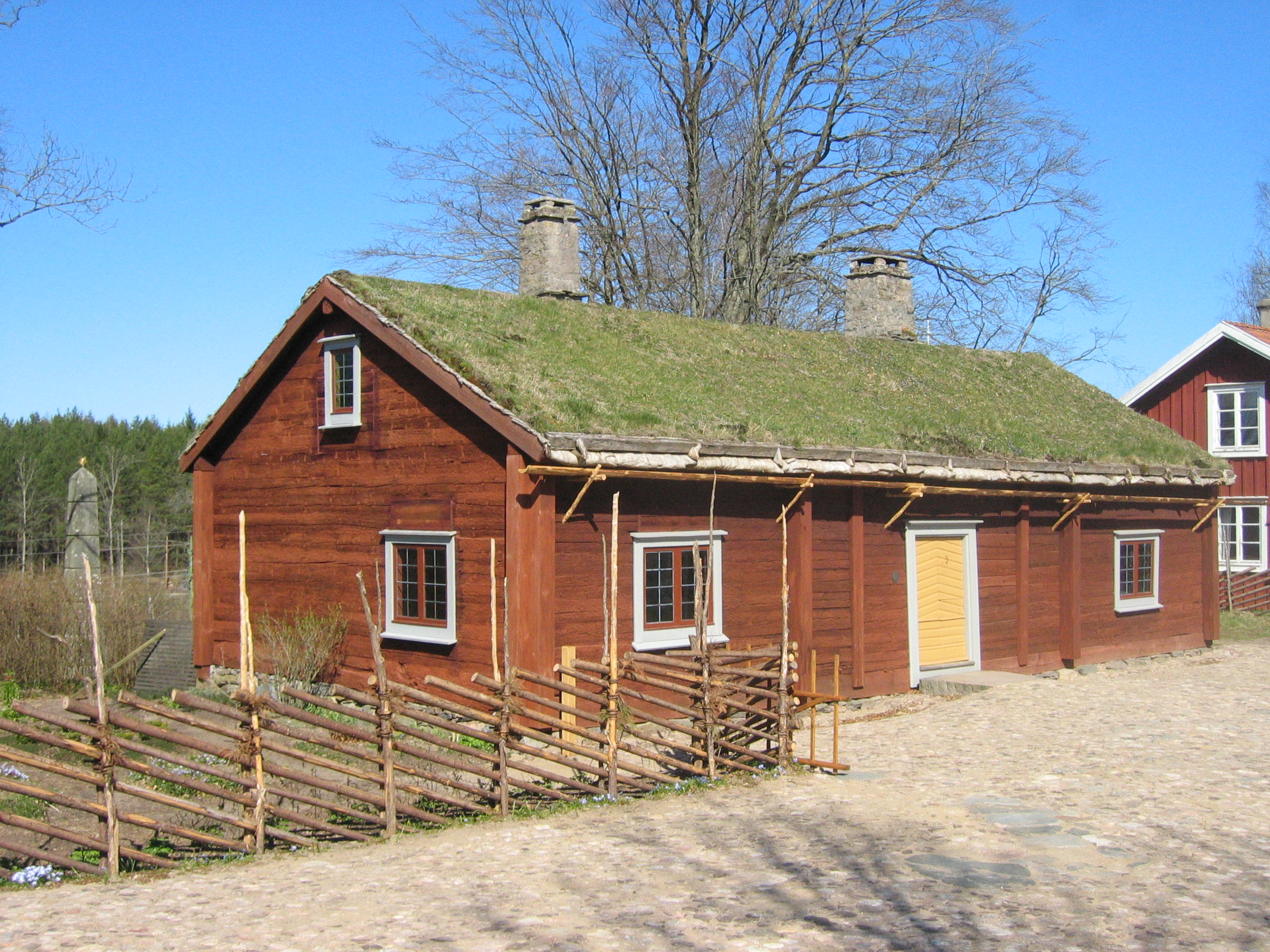
Linnés Geburtshaus in Råshult

Råshult Södregård ist ein Pfarrhof im Kirchspiel Stenbrohult und liegt nördlich von Älmhult in der schwedischen Provinz Kronobergs län in der historischen Provinz Småland. Der Name des Ortes leitet sich ab von den Worten Rås, das etwa „sumpfiges Land/Tal“ bedeutet, und hult für „kleiner Wald“.
Im kleinen Hof Råshult wurde der schwedische Naturwissenschaftler Carl von Linné am 23. Mai 1707 als Carl Linnæus geboren. Das 1706 von Linnés Vater Nils Linnæus errichtete Wohnhaus brannte Ende der 1720er Jahre ab. Das heutige Linnés Haus wurde zum ersten Mal zwischen 1751 und 1781 errichtet. 1923 veranlasste die örtliche historische Gesellschaft die Wiederherstellung. 1933 wurde es restauriert. Der ursprüngliche Zustand wurde wieder hergestellt.
Heute befinden sich hier ein 42 Hektar großes Kulturreservat, das die im 18. Jahrhundert vorhandene Landschaft nachbildet, ein vom schwedischen Bildhauer Carl Gustaf Qvarnström gestaltetes Denkmal für Carl von Linné sowie ein Heimatmuseum.

## Geschichte der Gebäude in Råshult
Nils Linnæus (Nicolaus Linnæus) wurde im Jahre 1705 zum Pfarrer der Pfarrei Stenbrohult ernannt. Mit seiner Frau zog er in Råshult Södregård ein. Das Haus in Råshult war ein kleines und enges Reetdachhaus, das Nils Linnæus selbst gebaut hatte. Der Sohn Carl wurde am 23. Mai 1707 geboren. Nur zwei Jahre später zog die Familie Linnæus nach Stenbrohult. Dort ist die Kirche, Stenbrohults Kirche, und ein großer Pfarrhof. Linnés Mutter, Christina Brodersonia, war dort aufgewachsen. Linnés zwei Schwestern, Anna-Maria und Sofia, wurden im Pfarrhaus in Stenbrohults geboren. Sein 11 Jahre jüngerer Bruder Samuel Linnæus wurde im Jahre 1718, auch in Stenbrohults Pfarrhaus geboren.

### Linnés Haus, Heimatmuseum, Trockenhaus für Flachs, Getreidespeicher
1841 waren ein Dutzend Gebäude im Dorf. Davon blieben Linnés Haus "Södregårdens", das Wohnhaus, das Heimatmuseum und das Wohnhaus "Norrgårdens". Das Flachstrockenhaus liegt aus Gründen des Brandschutzes etwas abseits. Vor allem im Herbst, wenn die Wärme im Freien nicht mehr zum Flachs trocknen ausreichte, geschah dies mit offenem Feuer im Flachstrockenhaus. Der Getreidespeicher wird erst etwas später gebaut.
Im Laufe der Jahre erfuhr Linnés Haus mehrere Veränderungen. In den 1930er Jahren erfolgte eine gründliche Renovierung, bei der das ursprüngliche Aussehen wieder hergestellt wurde. Holzplatten an der Fassade und ein Vordach wurden entfernt. Das Dach, das früher einmal angehoben worden war, wurde wieder auf die ursprüngliche Höhe abgesenkt und mit Torf gedeckt. Stilgerechte Fenster wurden eingesetzt. Das Gebäude erhielt sein heutiges Aussehen. Linnés Haus wurde 1977 Denkmal.

## Kulturreservat Linnés Råshult

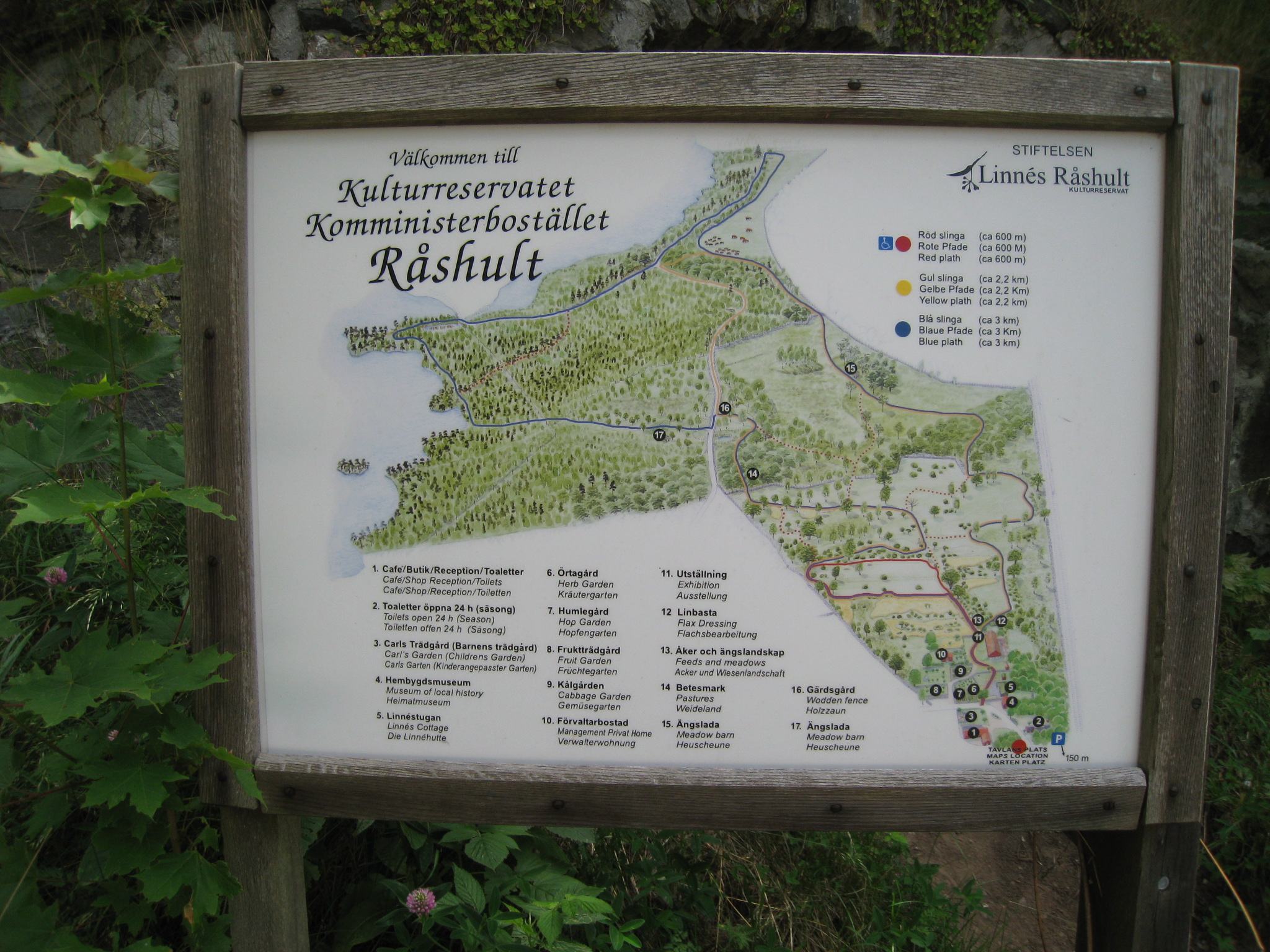
Übersichtsplan des Kulturreservat Linnés Råshult

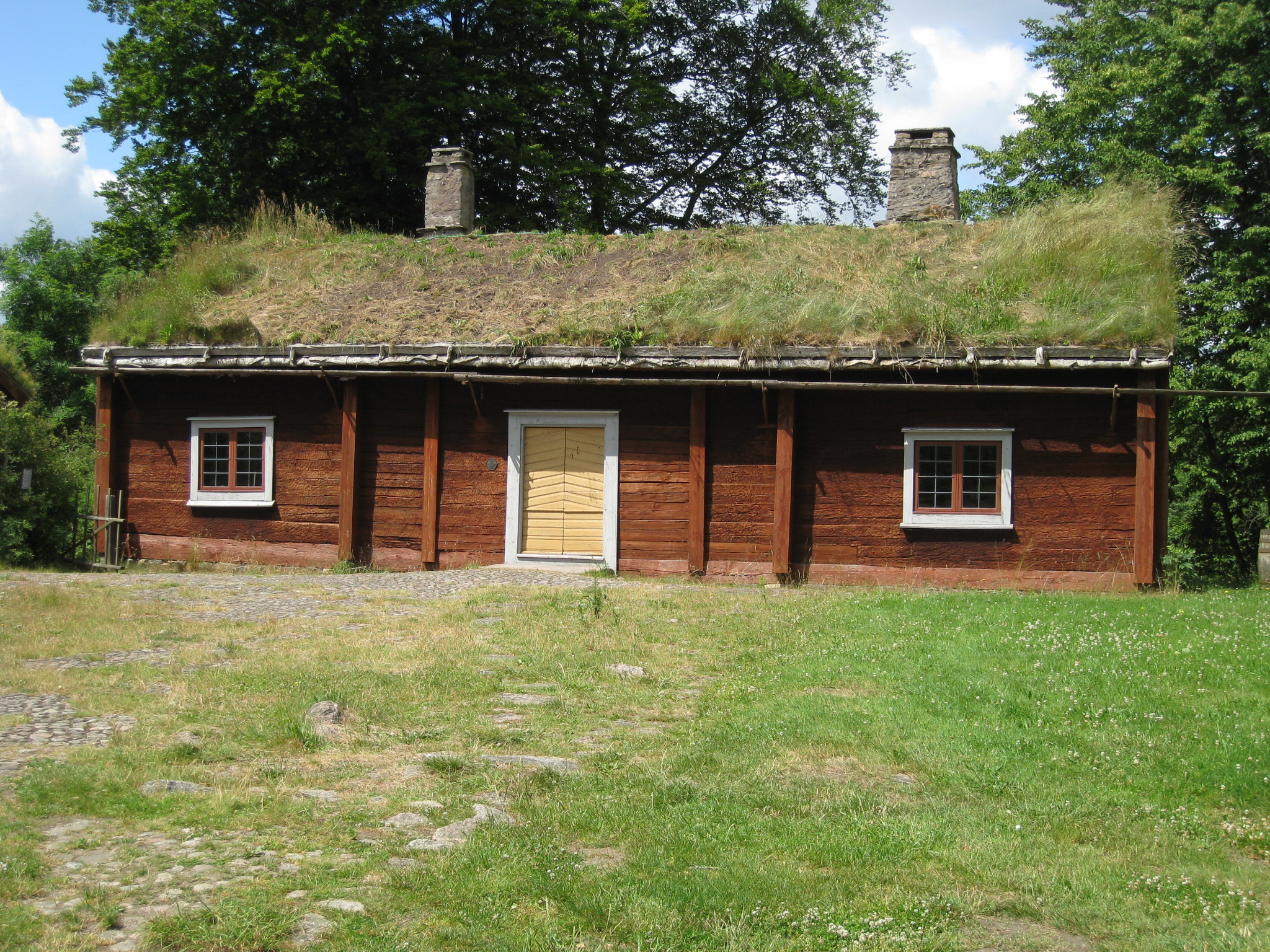
Linnés Haus

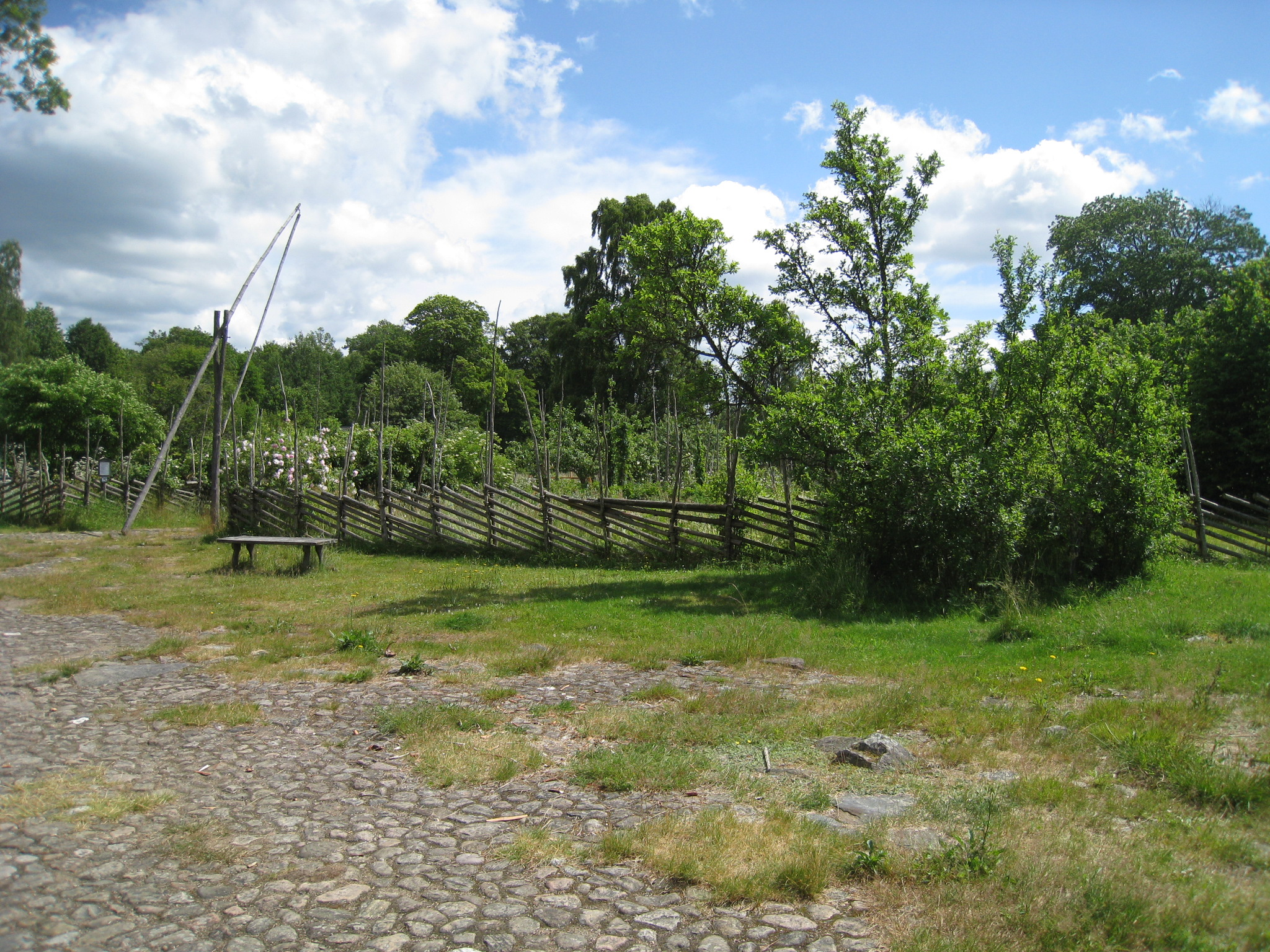
Kräuter- und Hopfengarten mit Holzzaun, der Zug um Zug wieder aufgebaut wurde

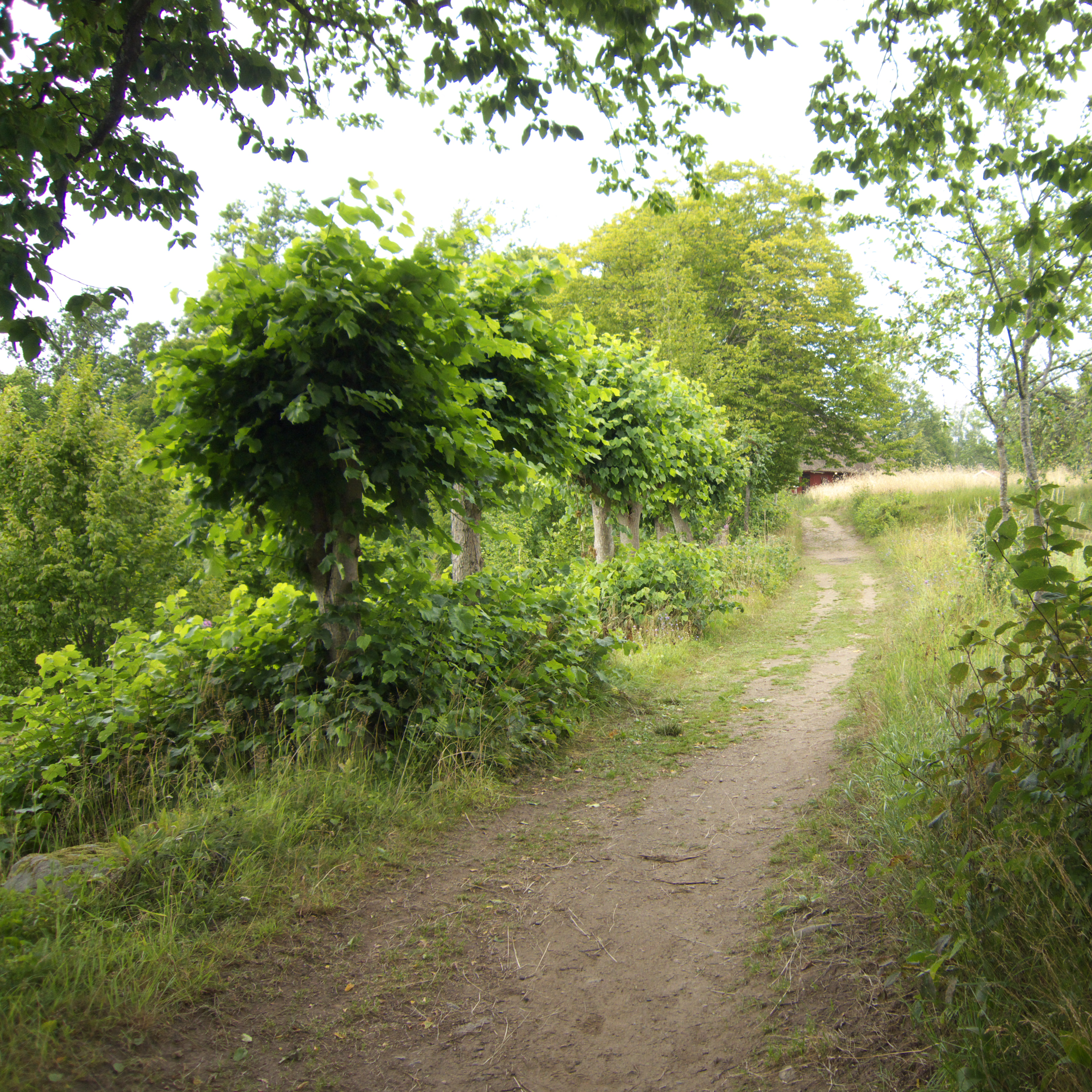
Auf den Wiesen stehen geschneitelte Bäume

Im Jahr 2002 wurde Råshult zum Kulturreservat. Linnés Råshult wurde zuvor von der Kirche gepflegt und am 29. April 1992 durch den Bischof von Växjö, Jan Arvid Hellström, eingeweiht.
In Linnés Råshult wurde im Rahmen eines Projektes die Landschaft wieder hergestellt, wie sie in Linnés Zeit war, mit kleinen Feldern, Wald und Wiesen. Schrittweise wurde auch die Bewirtschaftung umgestellt. Als Grundlage der Arbeit dienten Flurkarten von 1841 Linnés eigenen Beschreibungen von seinen Reisen nach Öland und Gotland Reise im Jahre 1741 und nach Skåne, 1749.
Es sind auch einige Inspektionsprotokolle von 1751–1837 erhalten. Große Vorsicht und Geduld sind nötig, wenn man eine historisch und biologisch authentische Landschaften wiederherstellen möchte. Linnés Råshult ist zwar offen für Besucher. Gleichzeitig ist es auch ein Bauernhof, auf dem Winterfutter für die Tiere auf den Feldern produziert wird. Deshalb ist es wichtig, den vorbereiteten Pfaden zu folgen und nicht die Wiesen zu betreten. Mehrere Gärten wurden im Kulturreservat neu angelegt. Die Bewirtschaftung dieser Gärten erfolgt nach den Methoden des 18. Jahrhunderts. Bereits damals gab es eine Vielfalt von Pflanzen im Pfarrgarten in Råshult.
Die Manager des Kulturreservats nutzten Linnés Schrift "Adonis Stenbrohultensis", wo er 1731 zum ersten Mal beschreibt welche Pflanzen sein Vater im Garten pflanzt. Hierbei legt er erste Grundlagen zu seinem Systema Naturae.
Das Kulturreservat mit dem Pfarrhof Råshult umfasst mit dem Bauernhof, seinen hofnahen Flächen und den Außenbereichen eine Fläche von 42 Hektar und liegt am Rande des Saw Nässjön in der Gemeinde Älmhult in der Provinz Kronobergs län. Es wurde im Jahr 2002 zum Kulturreservatet ernannt.
Beim Spaziergang entlang der Wege erfährt man, wie Landschaft im 18. Jahrhundert aussah, wie sie funktionierte und wie alles wuchs. Diese Landschaft des Reservats ist einer der wenigen großen Bereiche, die wenig von der "Agrarrevolution" betroffen ist. In Råshult wird die alte Landschaft des frühen 18. Jahrhunderts vorgeführt. Die Landschaft besteht aus Anbauflächen mit Feldern und Wiesen, und zum Teil auch aus dem ortsfernen Außenfeld. Ein kurzer Zaun grenzt das Außenfeld gegen die hofnahen Anbauflächen ab. Die hofnahen Felder wurden ohne Unterbrechung bewirtschaftet. Diese alten Felder umfassten etwa 19 Hektar. Dort wächst die Niedrige Schwarzwurzel, Arnika, Zittergras, Geflecktes Knabenkraut, Zweiblättrige Waldhyazinthe und Lungen-Enzian.
Das Kulturreservat Linnés Råshult ist Eigentum der Stiftung Linnés Råshult, deren Träger die Gemeinde Älmhult und der Gründer das Bistum Växjö sind. Das gesamte Reservat wird von einer Familie gepachtet und verwaltet. Ein mit der Landesregierung und dem Eigentümer ausgehandelter Managementplan wird jährlich fortgeschrieben. Die Bezirksverwaltung von Kronoberg trägt mit Mitteln der nationalen Denkmalbehörde zur Wiederherstellung, Erhaltung und Wartung bei.

## Gärten im Kulturreservat

### Eden
Der Garten ist, wie der Vater Nils Linnæus ihn mit fast 300 seltene Pflanzen angelegt hatte. Die Pflanzen in den erhöhten Beeten bilden gleichsam einen großen runden Mittagessenstisch mit Geschirr und Stühlen für die Gäste.

### Kräutergarten
Im Kräutergarten sind vor allem Heilkräuter und Gewürzpflanzen angebaut.

### Hopfengarten
Die Pflanzen im Hopfengarten hatten vor allem örtliche Bedeutung. Die wurden für die Bierherstellung verwendet.

### Gemüsegarten
Eine große Auswahl an Gemüse und Wurzelgemüse für den häuslichen Gebrauch wurden im Gemüsegarten angebaut. Mit großer Sorgfalt werden alte und lokale Sorten angebaut. Der Gemüsegarten gliedert sich in vier Bereiche mit ein- und mehrjährigen Pflanzen, die von Jahr zu Jahr wechseln.

### Haferpflaumenhain
In Linnés Zeit waren Haferpflaumen durchaus übliche Nutzpflanzen. Eine Vielzahl von Frühjahr blühende Zwiebeln wachsen auch im Hain.

### Carls Garten
Etwas außerhalb des Reservats ist "Carls Garten" und dieser ist für die jüngsten Besucher. Als Carl 5 Jahre alt war, hatte sein Vater in der Nähe des Pfarrhauses für ihn einen eigenen Garten angelegt, in dem er selbst anpflanzen konnte. Dieser Garten wurde "Carls Garten" genannt. Hieran knüpft dieser Garten im Kulturreservat an. Er wird als Lehrgarten für Kinder und Erwachsene betrieben.

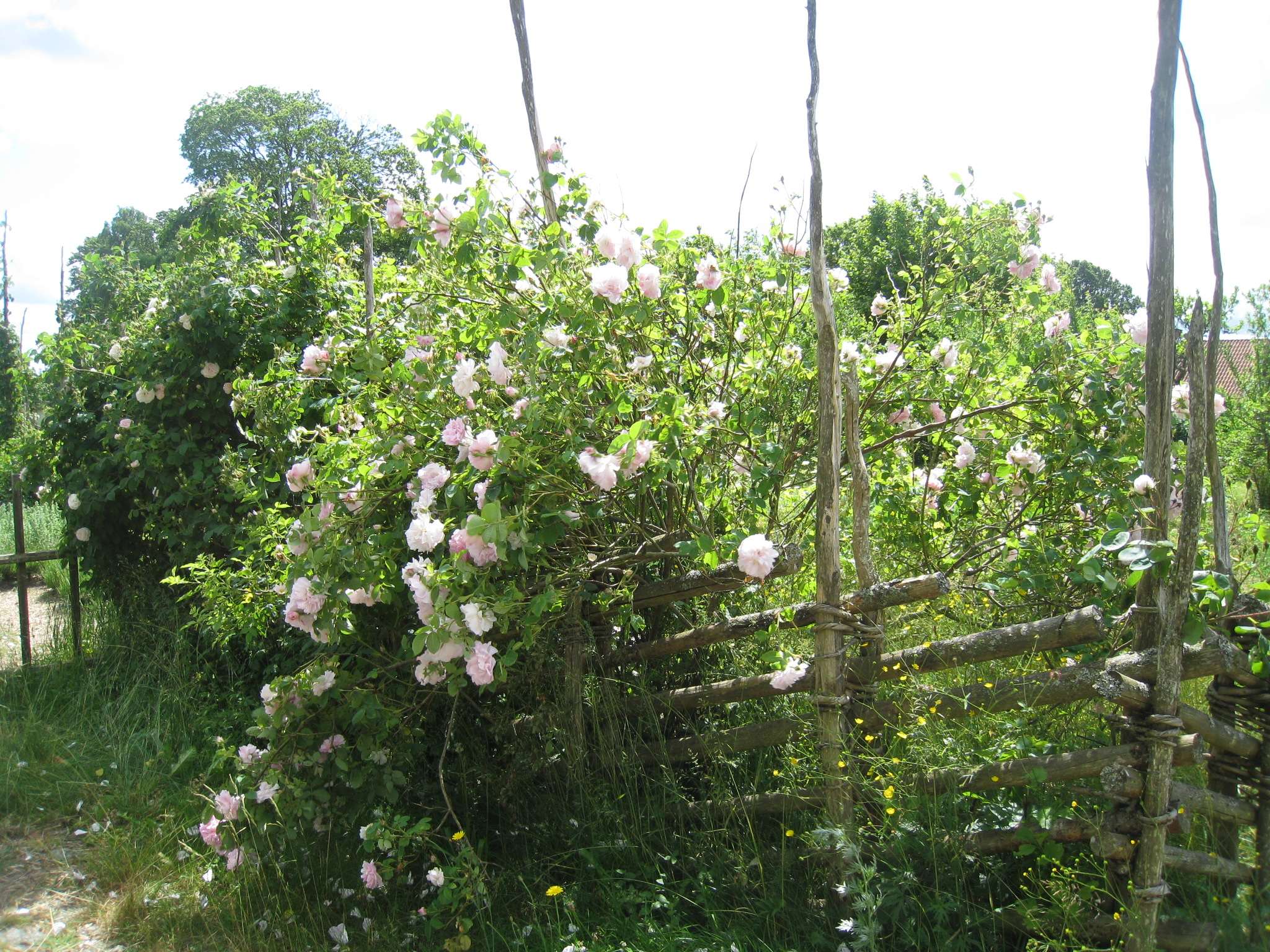
Der Kräuter- und Hopfengarten
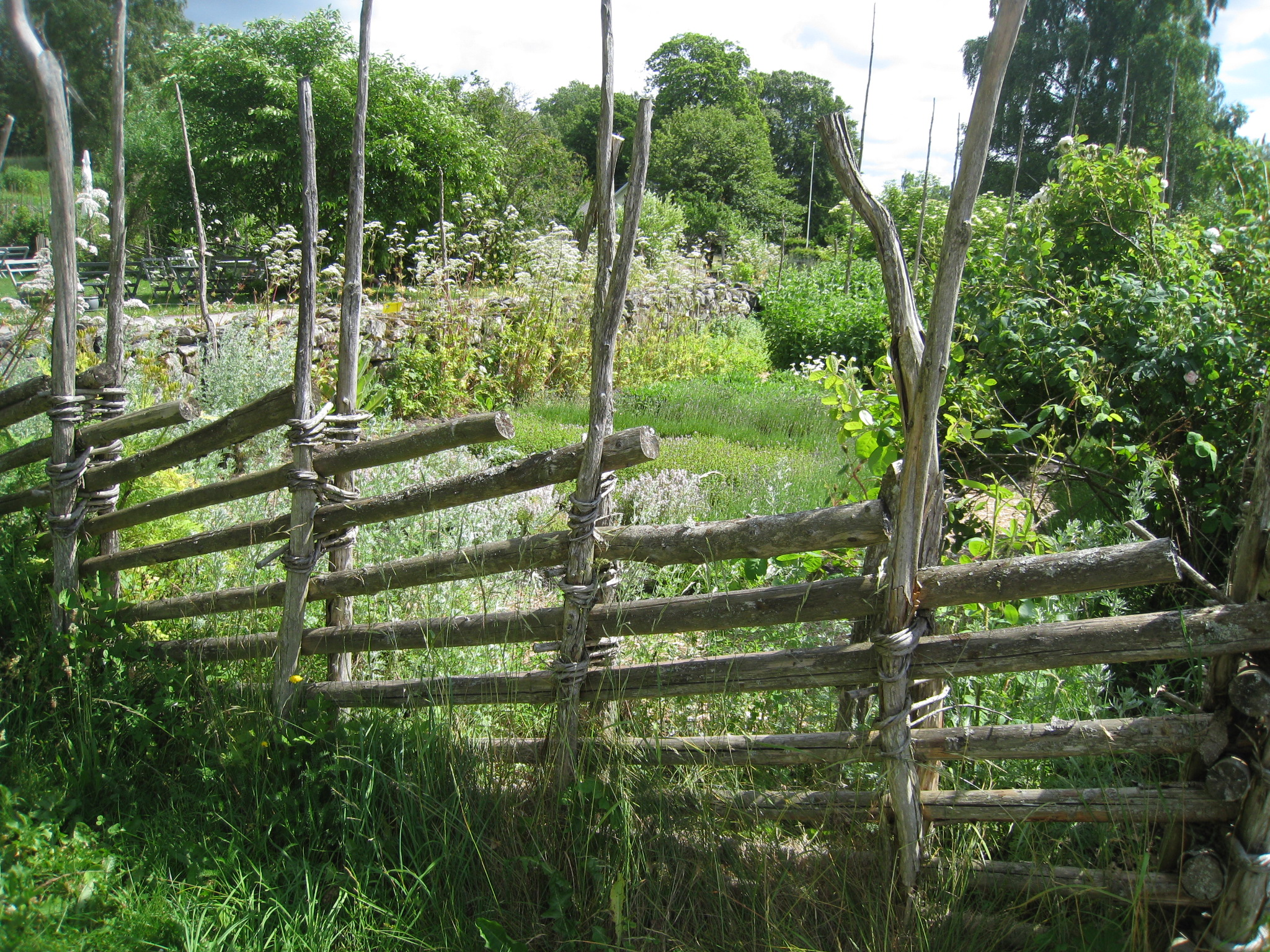
Zaun beim Kräutergarten
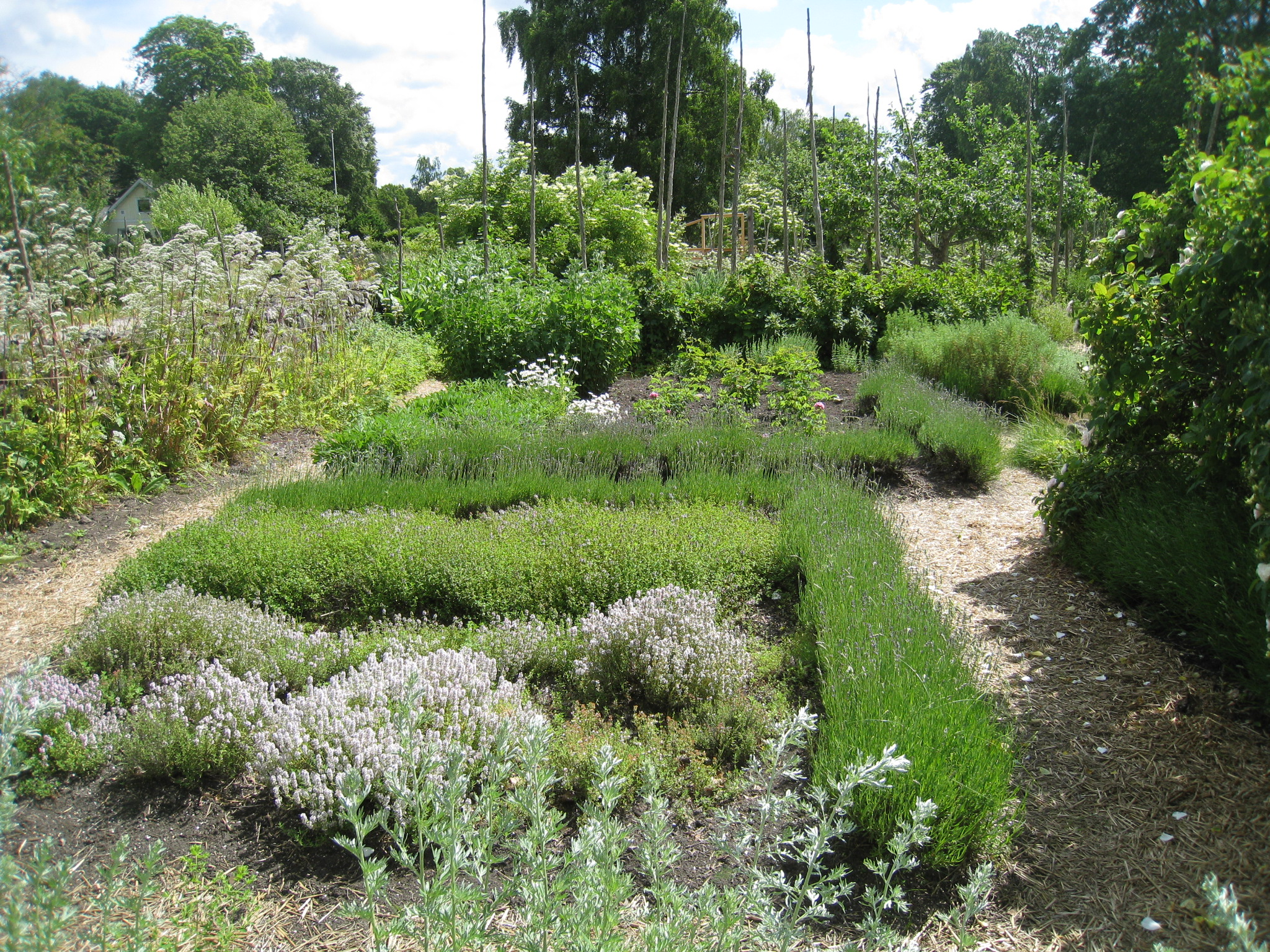
Im Kräutergarten wachsen Heil- und Küchenkräuter
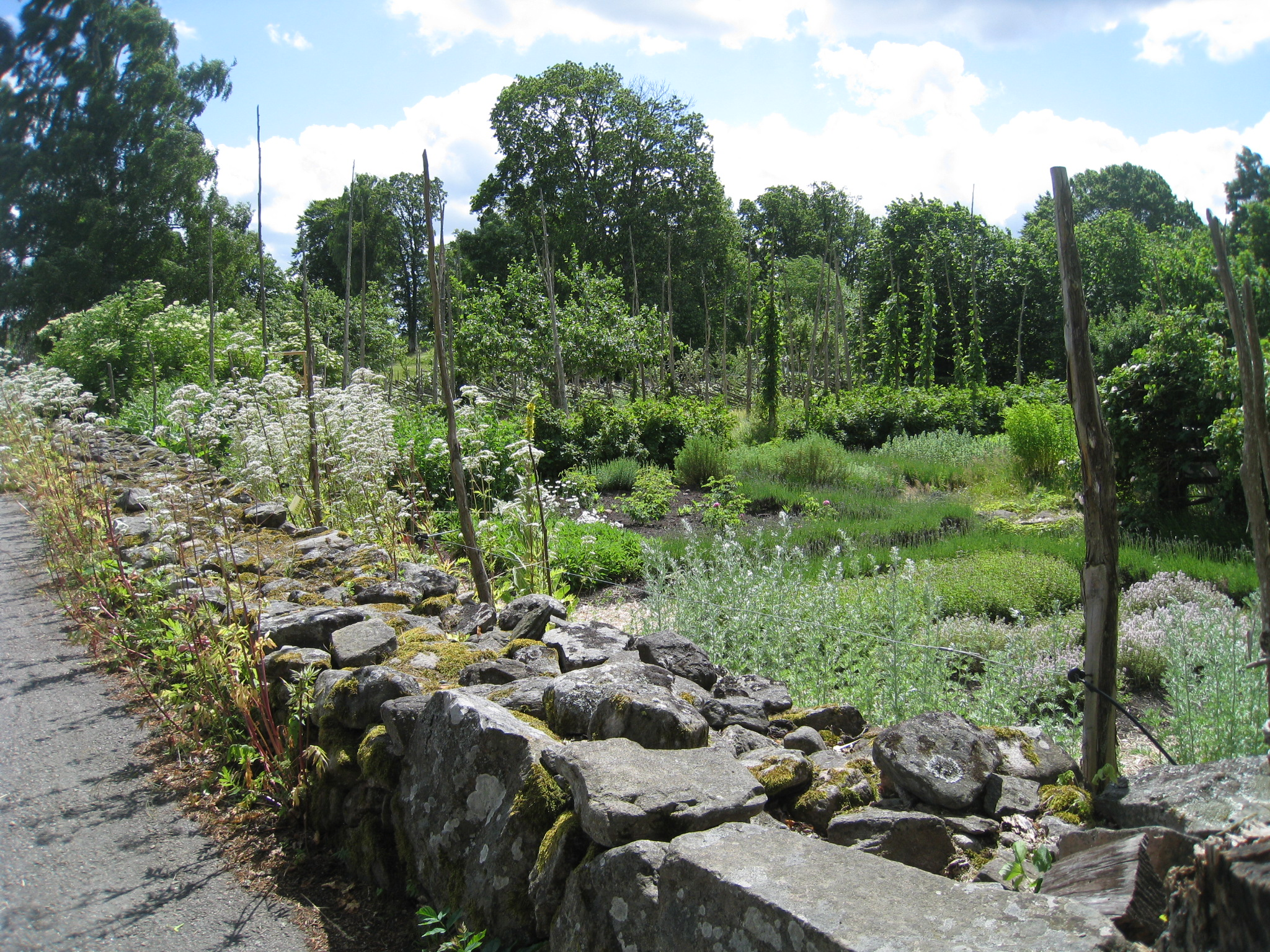
Gartenmauer beim Kräutergarten

## Gartencafé

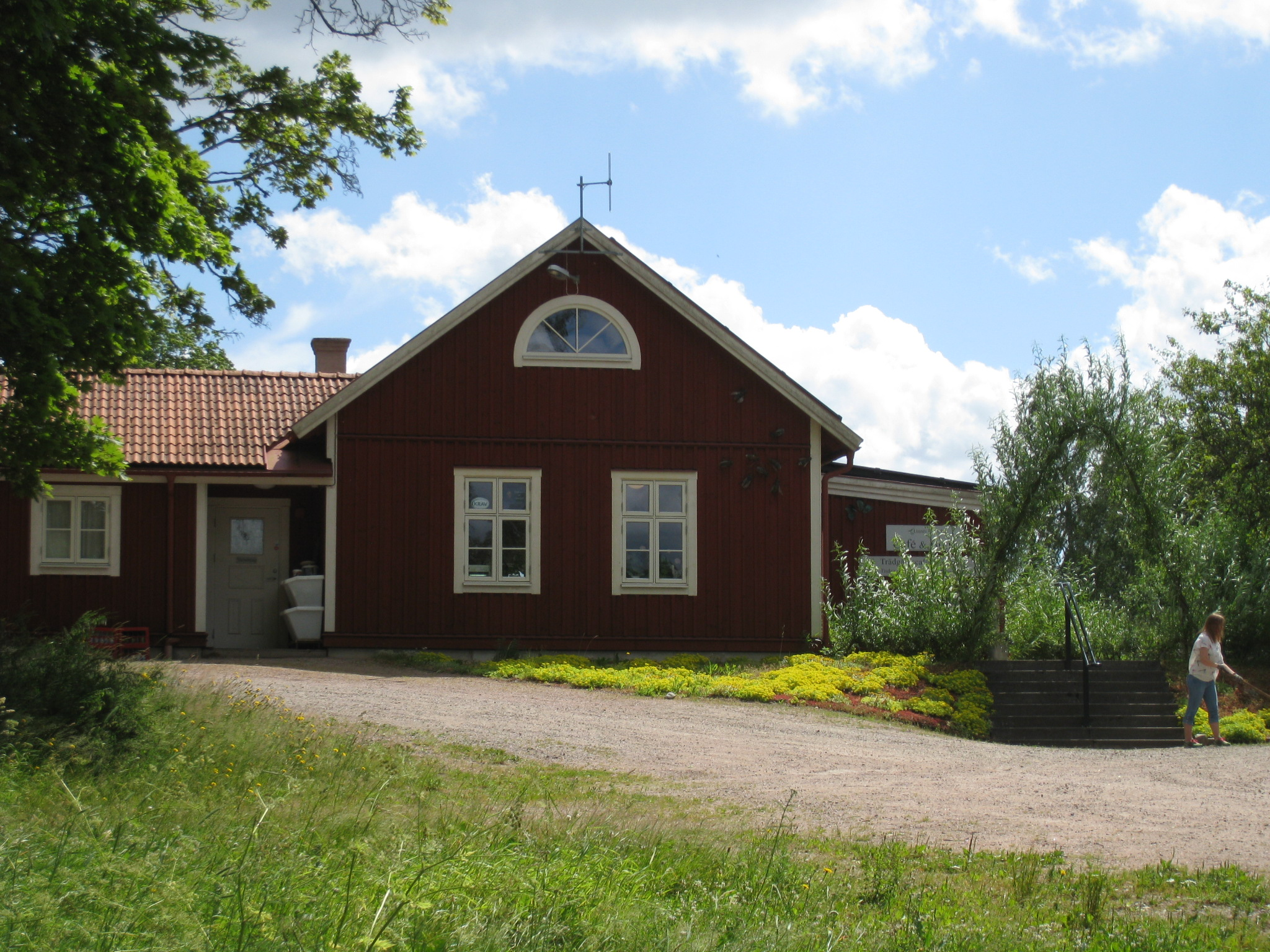
Gartencafé, Café und Laden
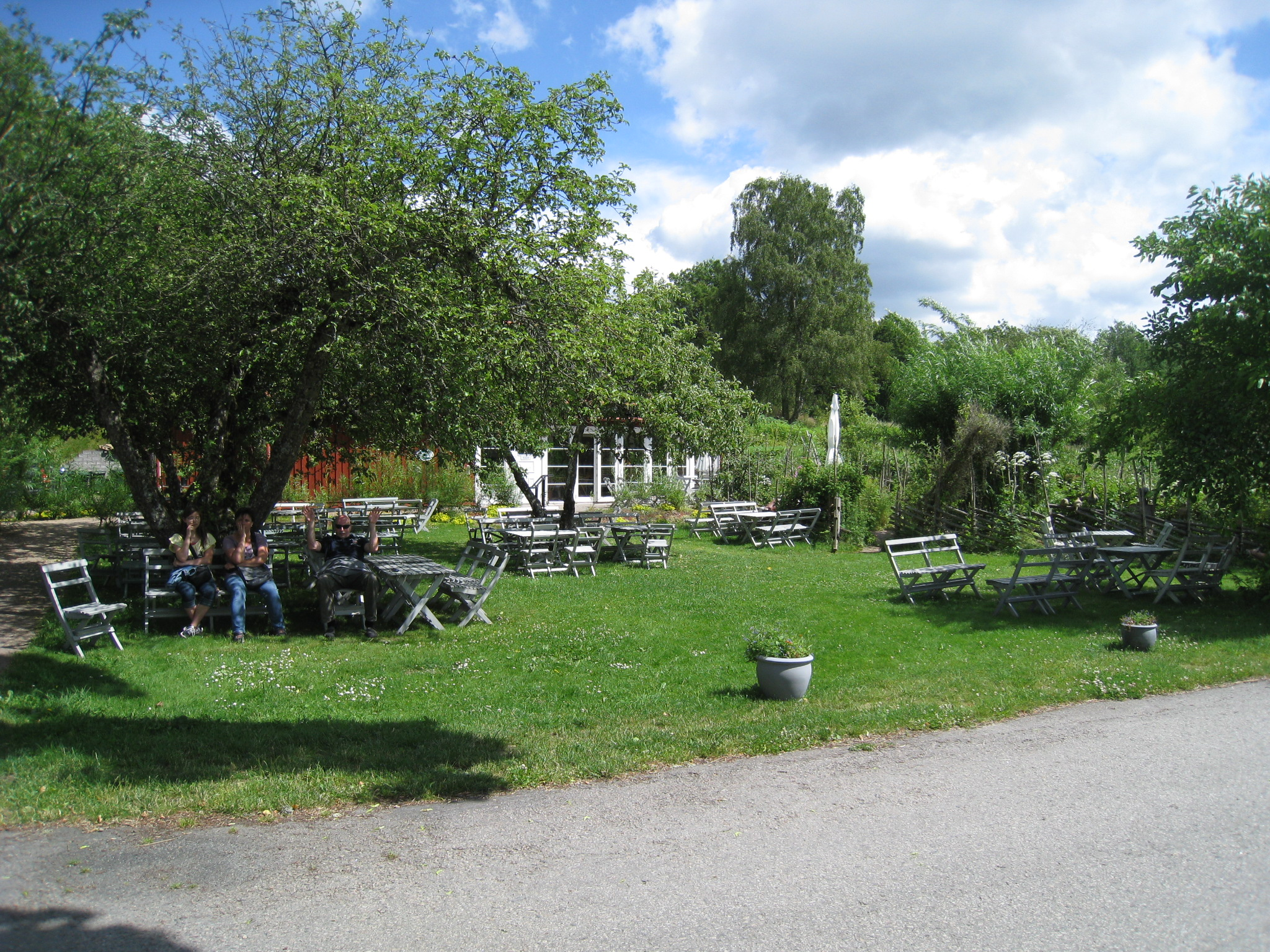
Gartencafé, der Garten

## Bauernhof und seine Umgebung

### Archäologische Grabungen
Seit vielen Jahrhunderten ist Råshult bewohnt. Um zu sehen, wie das Gebiet ausgesehen haben könnte, wurden 2004 archäologische Grabungen durchgeführt. Dabei stellte man fest, dass der Hof teils mit Steinen gepflastert war. Zum Tränken führte man die Tiere  zum Brunnen mitten auf dem Hof. Auch der Misthaufen lag früher auf dem Hof und nicht wie heute hinter den Häusern. Um 1870 wurde die neue Scheune errichtet. Die Untersuchungen ergaben, dass Råshult früher viel dichter bebaut war als heute.
Die Gebäude in Råshult stehen zwar an den gleichen Stellen wie in Linnés Zeit. Jedoch nur das Bauernhaus, Linnés Haus, das, wie schon erwähnt, zwischen 1751 und 1781 errichtet worden war, stammt aus dem 18. Jahrhundert. Die Gesamtanlage des Anwesens, samt der Gärten und dem gepflasterten Hof wurde mit viel Aufwand im Jahr 2006 neu angelegt. Gleichzeitig wurde auch neue Zäune errichtet.
Für genauere Untersuchungen wurde von Archäologen des Småland Museums 2006 im umzäunten Hof die Grasnarbe abgetragen. Bisher unbekannte Steinfundamente wurden in unmittelbarer Nähe von Linnés Haus entdeckt. Auch im Haus, das Nils Linnæus zugeschrieben wird, entdeckte man bisher unbekannte Fundamente. Bei der Restaurierung des Hofes blieben die alten Hausfundamente sichtbar.
Die Archäologen fanden bei Ausgrabungen einer Glassiegel. Dieses Siegel stammt aus der Henrik Torp Glashütte in Südschweden, die von 1690 bis 1760 in Betrieb war. Linné schrieb über seinen Besuch in der Glashütte bei seiner Skåne Reise 1749.

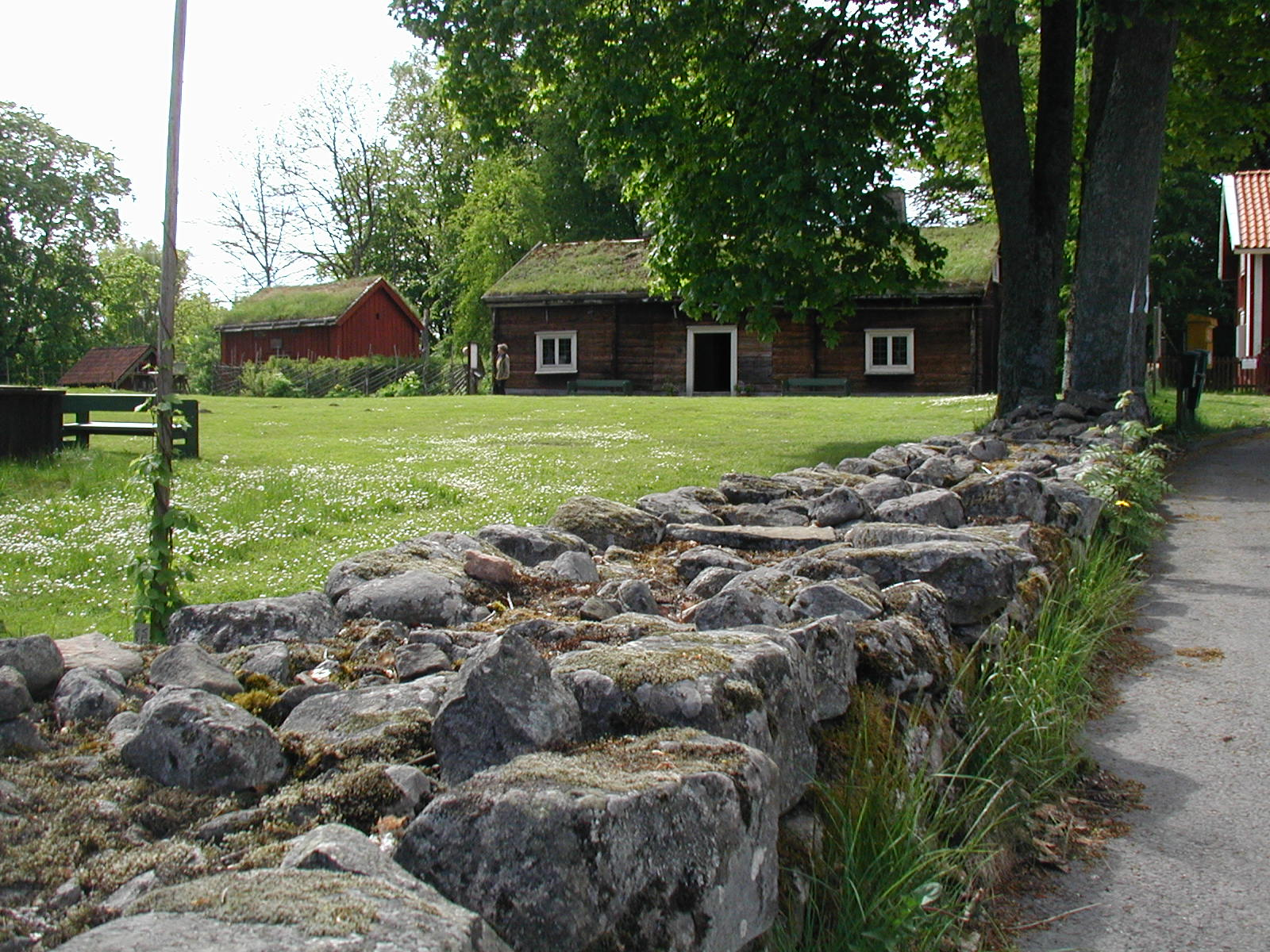
Linnés Haus im Jahr 2002 vor der Renovierung
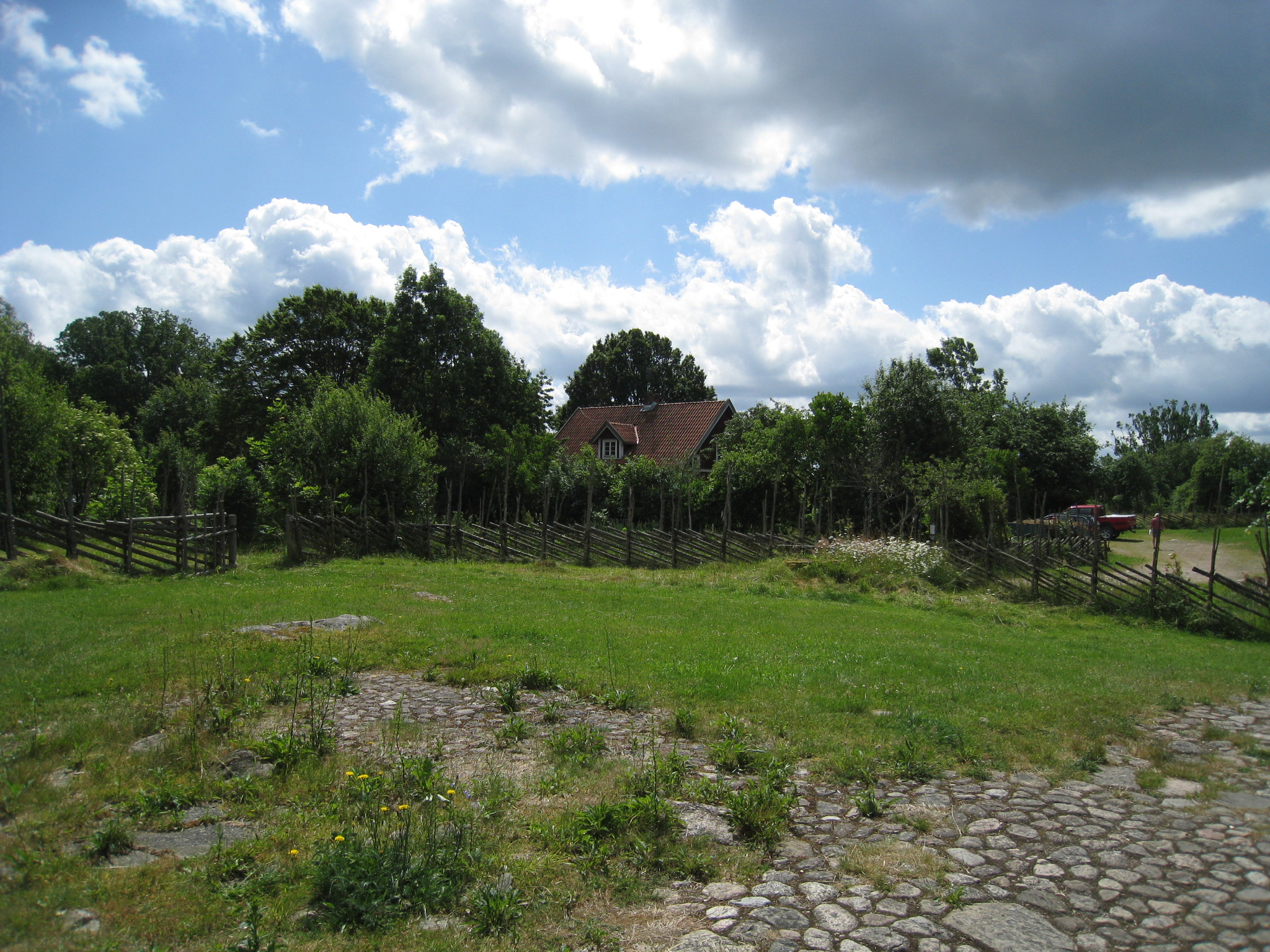
Hof während der Grabungen 2004
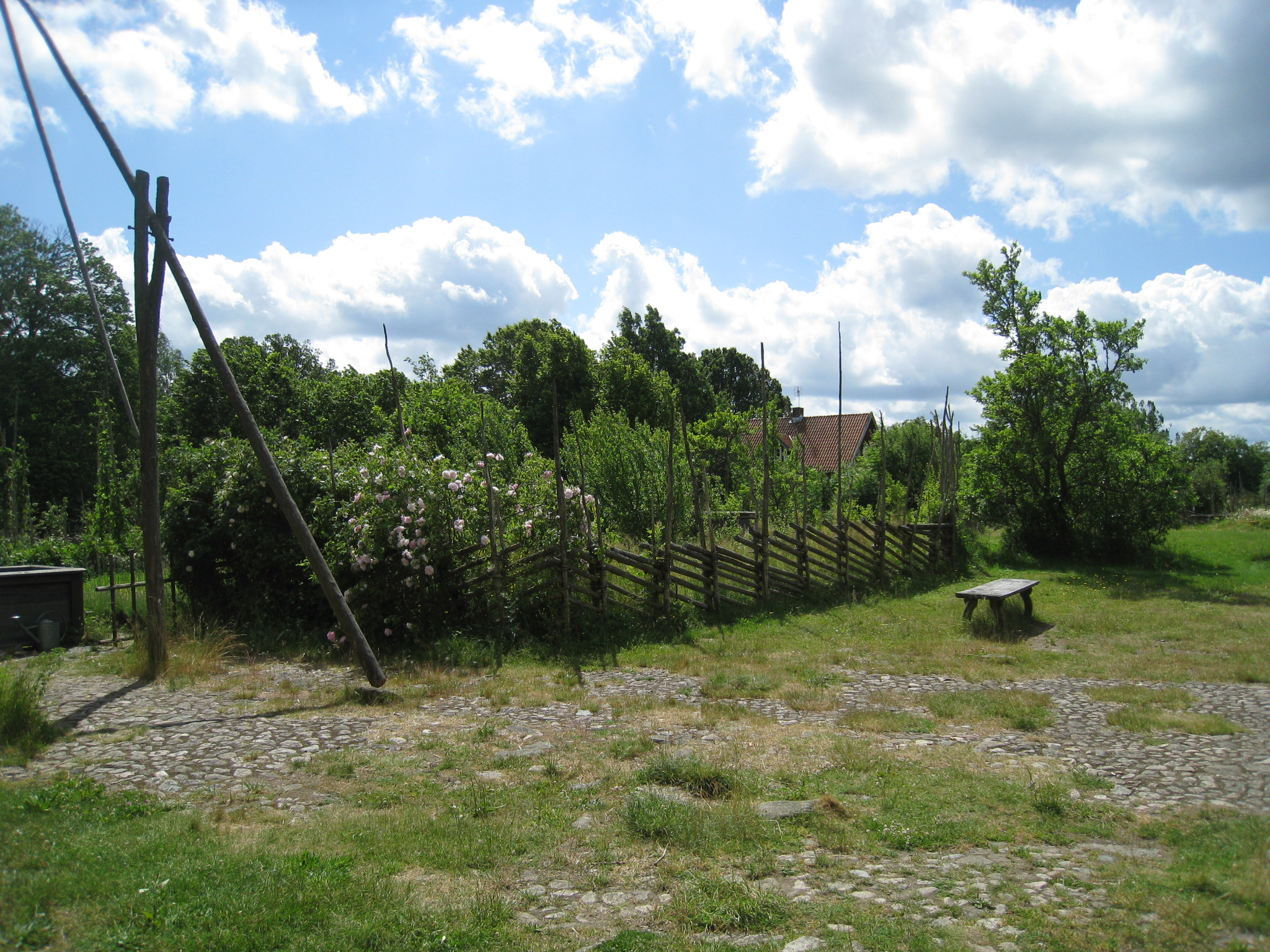
2006 wurden mehrere Gärten neu angelegt, der Hof gepflastert und Zäune wieder aufgestellt
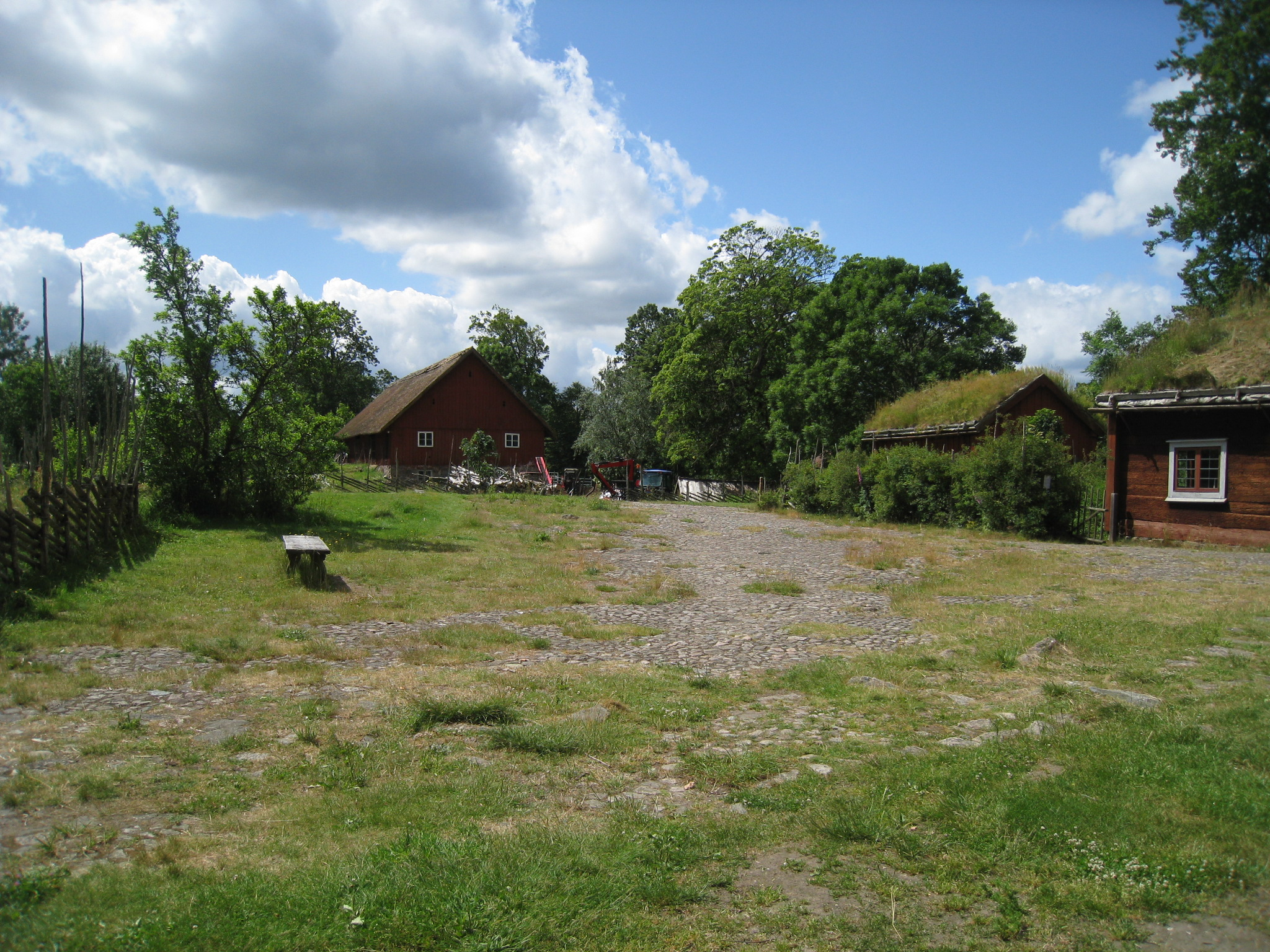
Juli 2015: der Hof vor Linnés Haus, der Getreidespeicher und die Scheune

## Geschichte des Pfarrhofs
Der Pfarrhof Råshult, bekannt als Linnés Haus, entstand zwischen 1751 und 1781. Die Häuser, die Linnés Vater Nicolaus (Nils) Linnés (1674–1748) und seine Frau Christina Brodersonia (1688–1733) 1705–1706 baute, brannte in der ersten Hälfte des 18. Jahrhunderts ab. Vater Nils Linnæus war der erste Pfarrer in Råshult. Die Pfarrei bestand bis 1903. Im Sommer 1709 zog die Familie vom Pfarrhof Råshult ins Pfarrhaus von Stenbrohult. Carl von Linné (1707–1778) war der älteste Sohn von Nils Linné. Als Carl von Linné 11 Jahre alt war, wurde 1718 der jüngere Bruder Samuel Linnæus im Pfarrhaus in Stenbrohults geboren. In der Gemeinde Stenbrohults Gemeinde stand schon seit dem 14. Jahrhundert eine Kirche. Zum Pfarrhof gehörten auch Ställe, ein paar Bauernhäuser und ein paar Wohnhäuser.
Im Laufe der Zeit wurde Linnés Haus mehrfach verändert. Jeder Pfarrer hinterließ seine eigenen Spuren. Während der zweiten Hälfte des 19. Jahrhunderts lebte hier eine Familie mit vielen Kindern, und sie erweiterten das Haus um eine zusätzliche Etage. Das Haus war Mietshaus, bis nach 1903 der Heimatverein "Hembygdsföreningen Linné" gegründet wurde. Der Verein übernahm dann die Leitung des Hauses und eines Museums zum Gedenken an Linné. In den 1930er Jahren führte der Verein eine größere Renovierung durch.
Linnés Haus wurde im Jahr 2006 vollständig renoviert und erhielt das Aussehen wie im 18. Jahrhundert. Die Bezirksverwaltung des Kronobergs Län finanzierte diese Arbeit durch Mittel der schwedischen Denkmalpflege (Riksantikvarieämbetet). Die Besucher erhalten eine Vorstellung, wie es ausgesehen hat, als Carl Linnæus geboren wurde.

## Heimatmuseum
Das Heimatmuseum des Vereins "Hembygdsföreningen Linné" liegt in einem eigenen Gebäude direkt beim Kulturreservat und hat die gleichen Öffnungszeiten wie Linnés Råshult. In den 1930er Jahren kümmerte sich der Verein auch um Linnés Haus und renovierte es. Er pflegte das Gedenken an Linné.

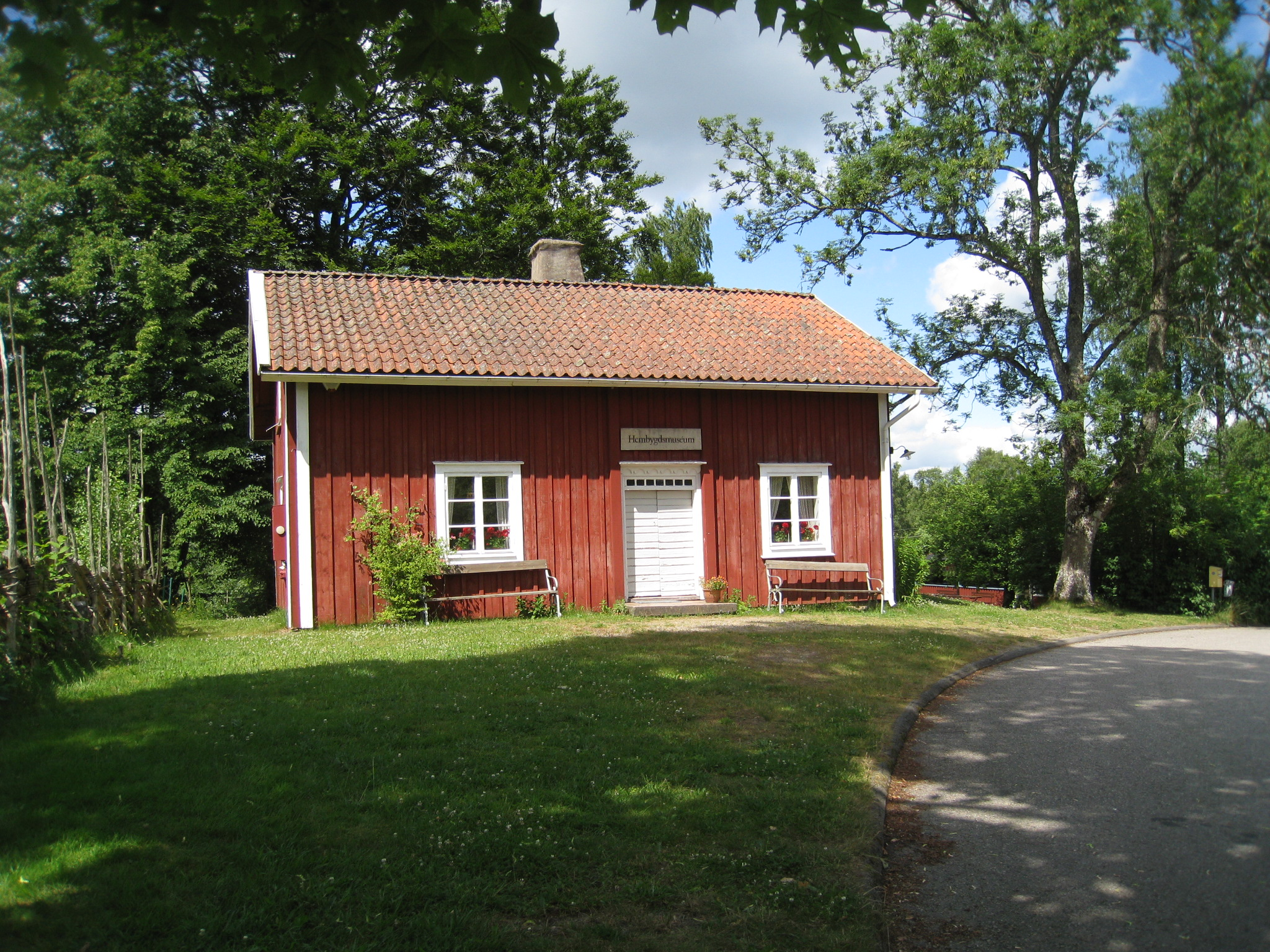
Heimatmuseum
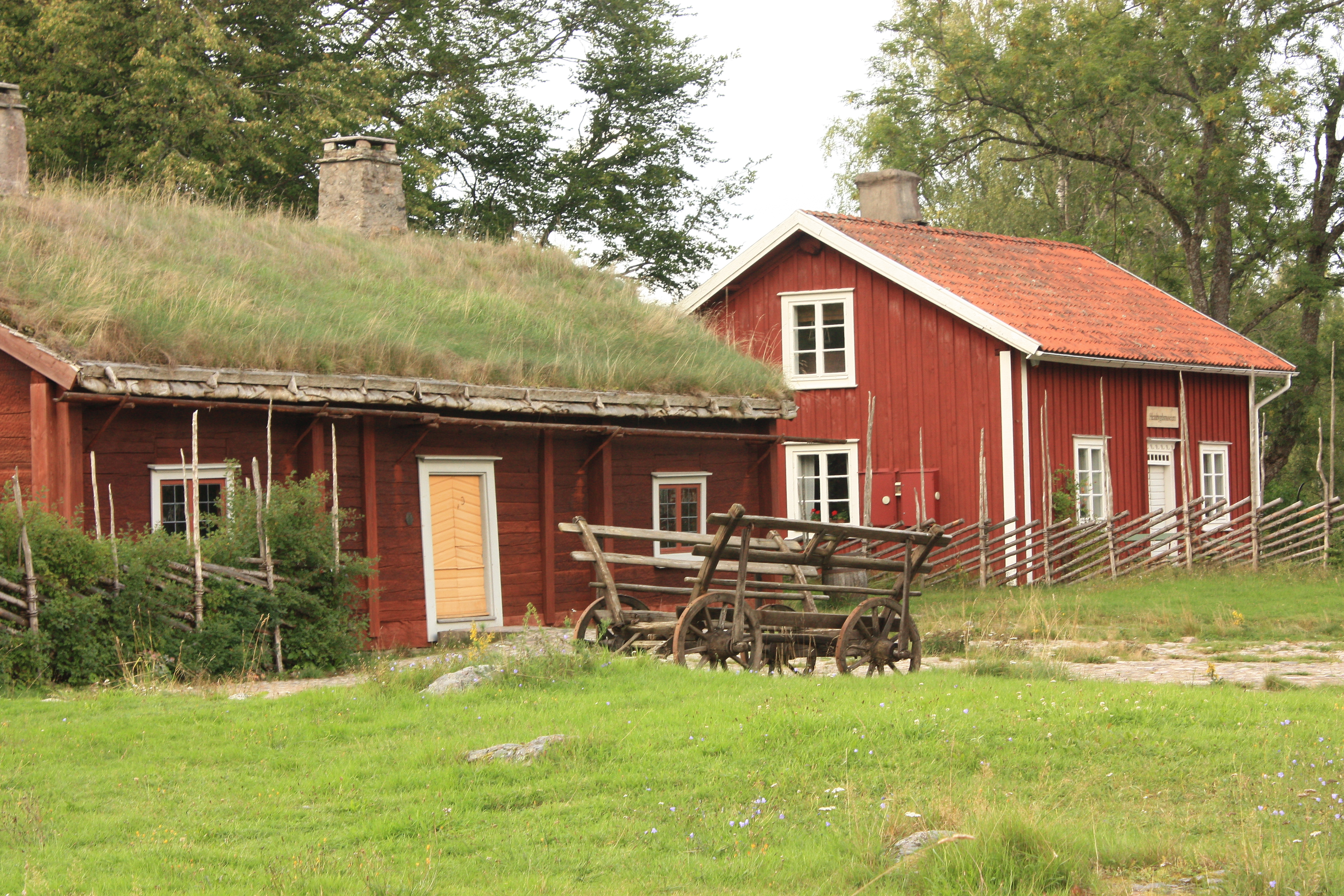
Linnés Haus und rechts daneben das Heimatmuseum

## Andere Gebäude und das Denkmal
Die Scheune wurde 1872 gebaut. Ein Teil des Gebäudes dient als Vortrags- und Ausstellungsraum. Fotos über das Leben in der Kulturlandschaft werden hier gezeigt.
Auf dem Hof steht auch ein Getreidespeicher.
Etwas abseits liegt das Gebäude, in dem der Flachs getrocknet wurde. Da die Trocknung mit offenem Feuer unterstützt wurde, diente der Abstand dem Brandschutz.
Zum Gedenken an Carl von Linné wurde vom schwedischen Bildhauer und Maler Carl Gustaf Qvarnström in einem kleinen Park hinter Linnés Haus ein Denkmal errichtet. Es steht direkt neben der in den 1860er Jahren neu gebauten Eisenbahn. Gesammeltes Spendengeld ermöglichten dieses Denkmal. 1866 fand eine große Einweihungsfeier statt. Die Vorderseite des Denkmals ist zum Eisenbahngleis ausgerichtet, damit alle Vorbeifahrenden sehen können, dass hier Carl von Linné der große Sohn dieser Gegend geboren wurde.

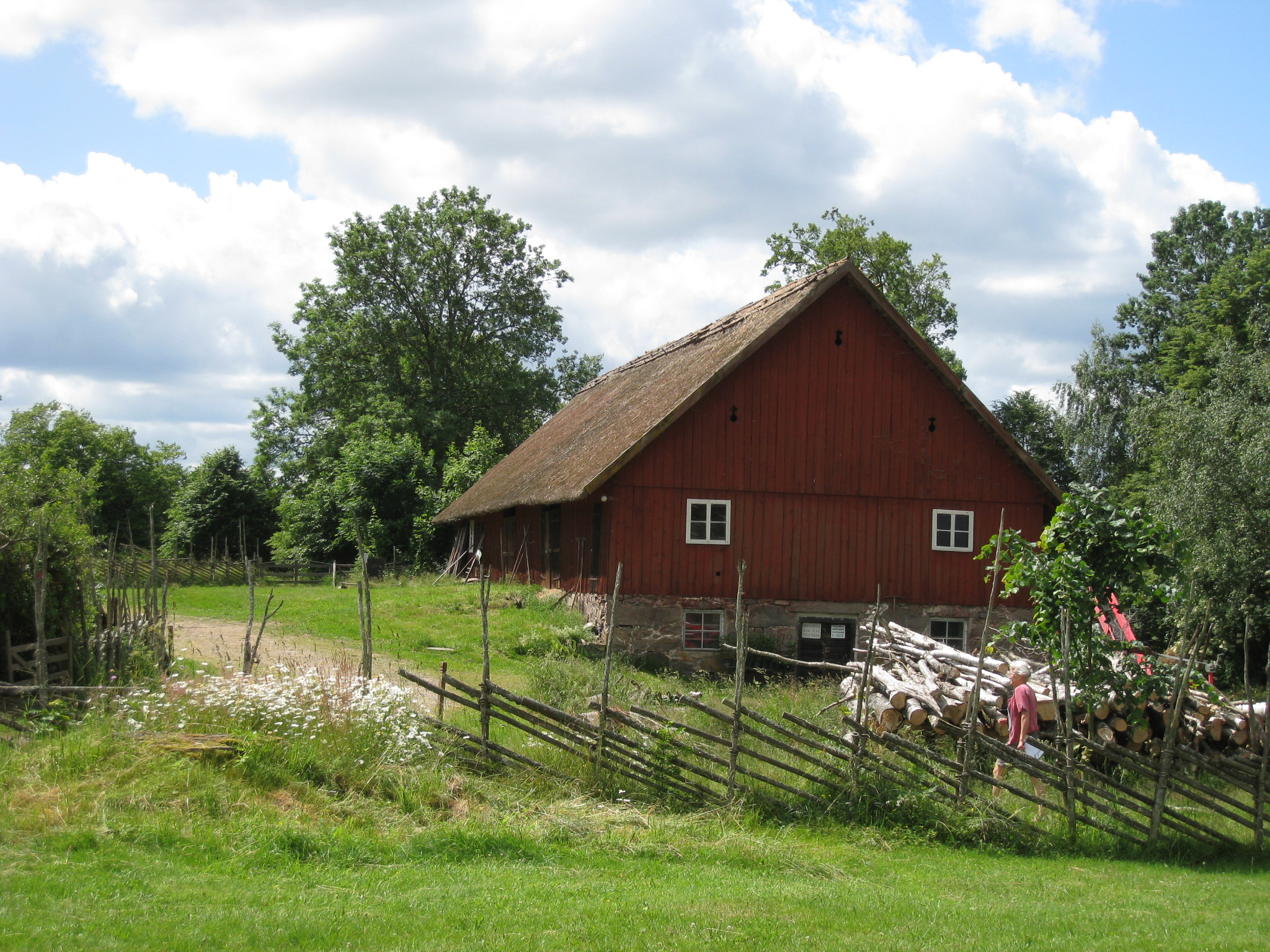
Scheune mit Vortrags- und Ausstellungsraum
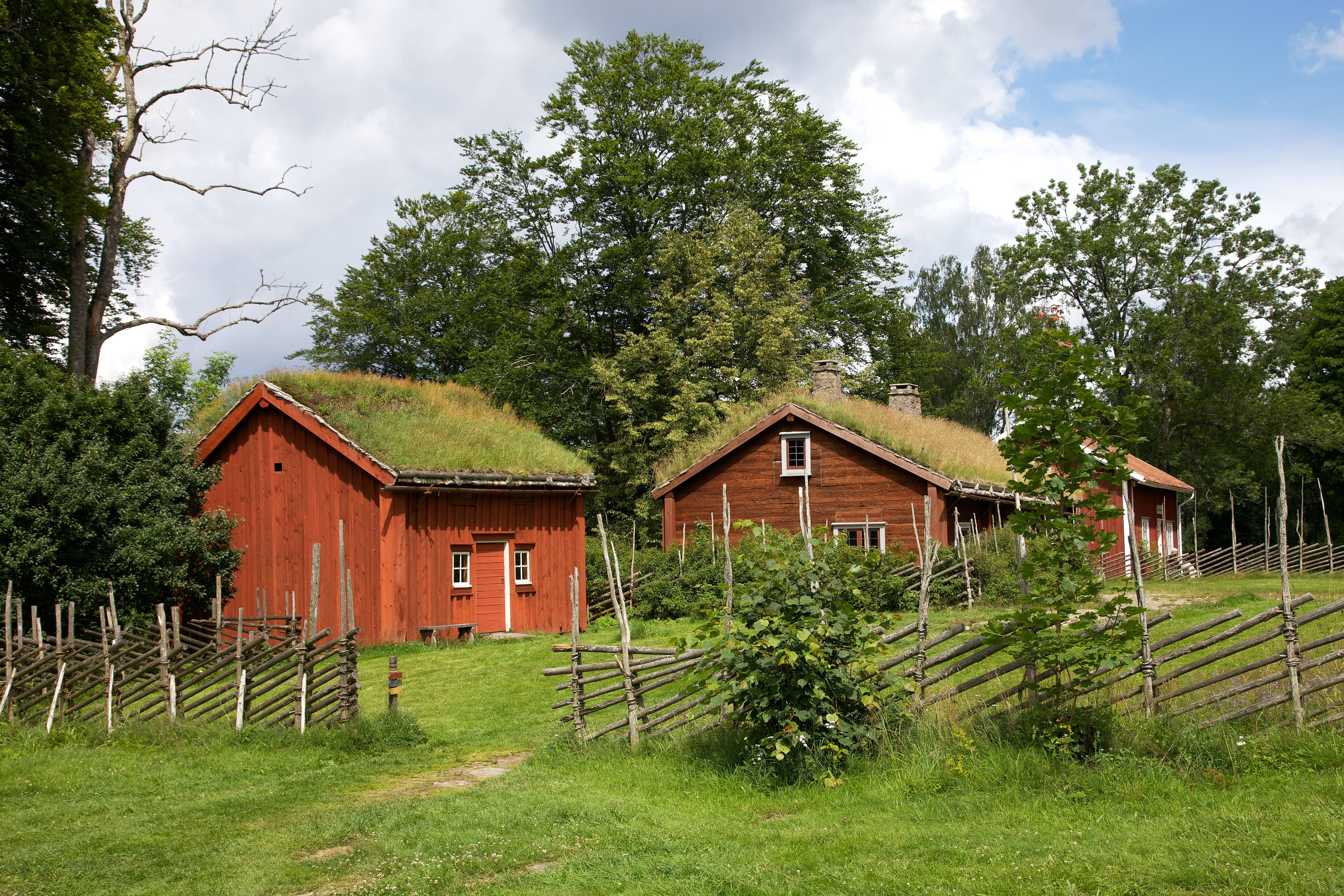
Getreidespeicher im Vordergrund, in der Mitte Linnés Haus und rechts daneben das Heimatmuseum
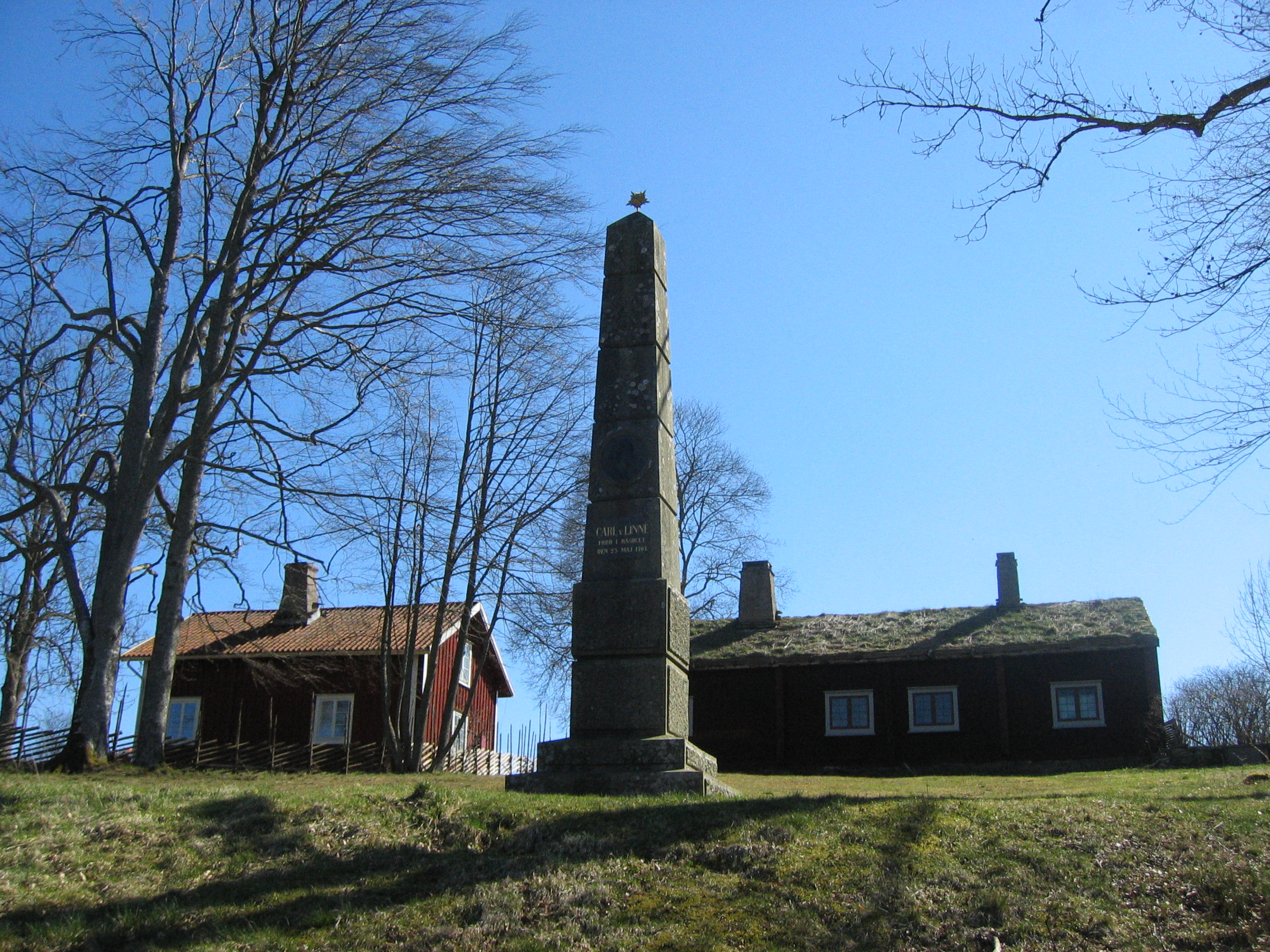
Linné-Denkmal hinter Linnés Haus in der Nähe der neuen Eisenbahnlinie aus den 1860er-Jahren
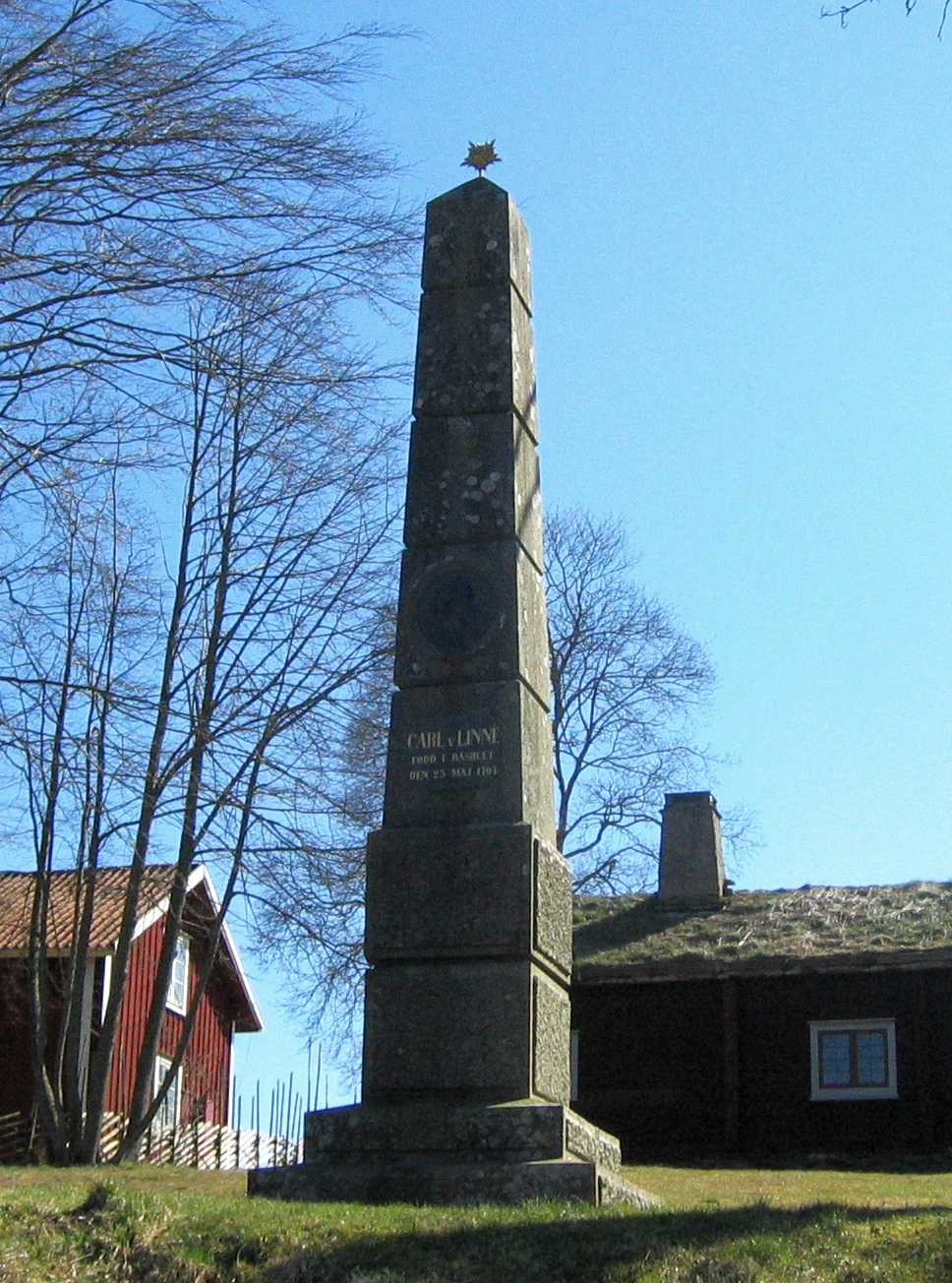
Linné-Denkmal hinter Linnés Haus wurde 1866 eingeweiht
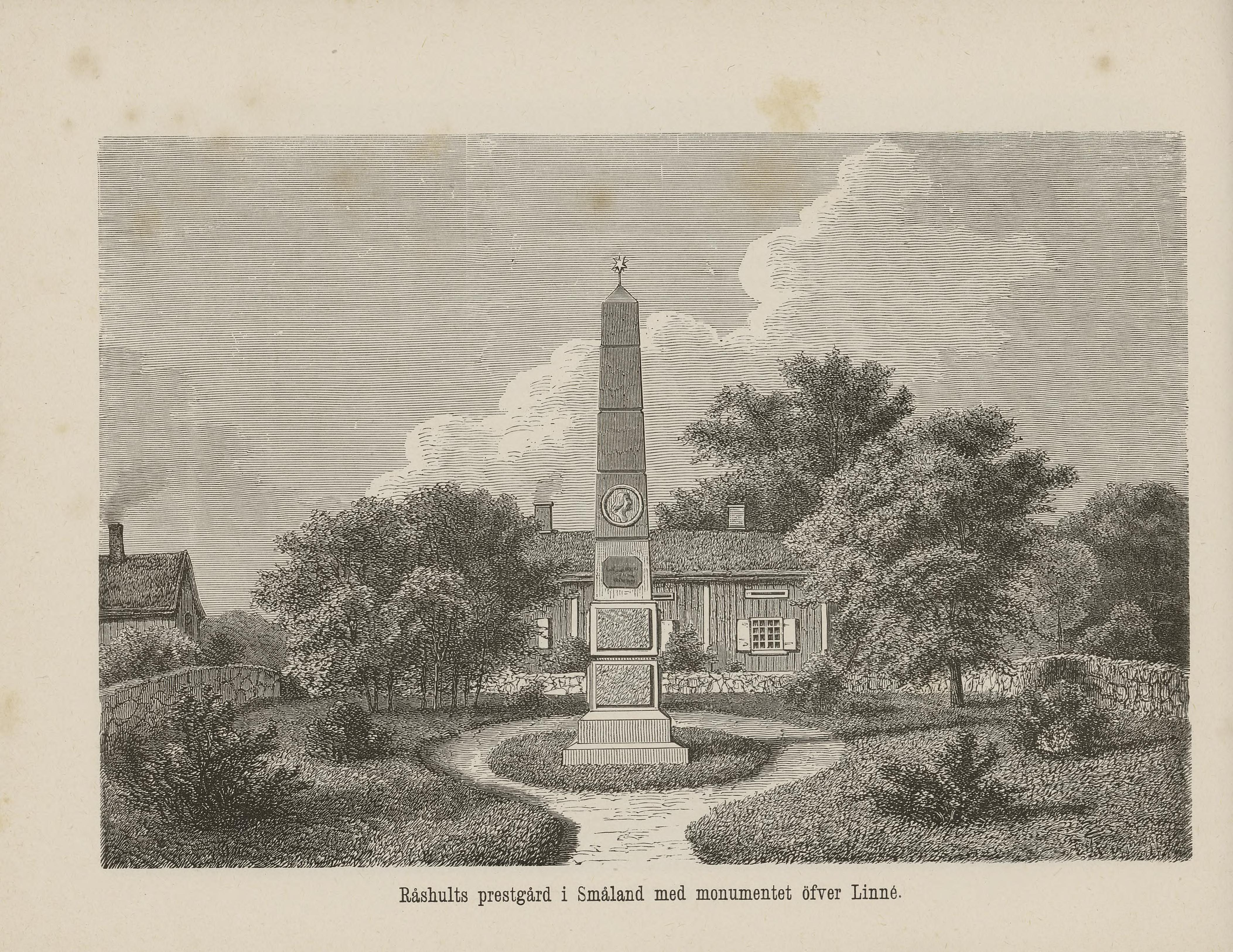
Abbildung aus dem 1865 erschienenen Buch "Nordiska tavlor"

## Kunst im öffentlichen Raum
2009 kaufte die Gemeinde Älmhults einige Kunstwerke von Sven-Ingvar Johansson, der 1962 in Osby in Göteryd geboren wurde. Diese stehen im Eingangsbereich von Linnés Råshult.
Die Kunstwerke sollen dazu anregen, die kleinen „Dinge“ in der Natur zu entdecken. Linnés Bruder Samuel war zu seiner Zeit ein bekannter Imker. Als erster schrieb er ein Buch über Bienenzucht und die „Vorzüglichkeit“ der Bienen. Mit dem Kunstwerk „Bienenstock“ und einigen Bienen möchte der Künstler auf das Interesse Linné Bruders an der Bienenzucht hinweisen und das gemeinsame Interesse beider Brüder an Tieren. Den Besuchern werden von Sven-Ingvar Johansson Tiere vorgeführt: Spechte, Ameisen, Rüsselkäfer, Wanderfalken, Fledermäusen, Raben und Bläulinge.

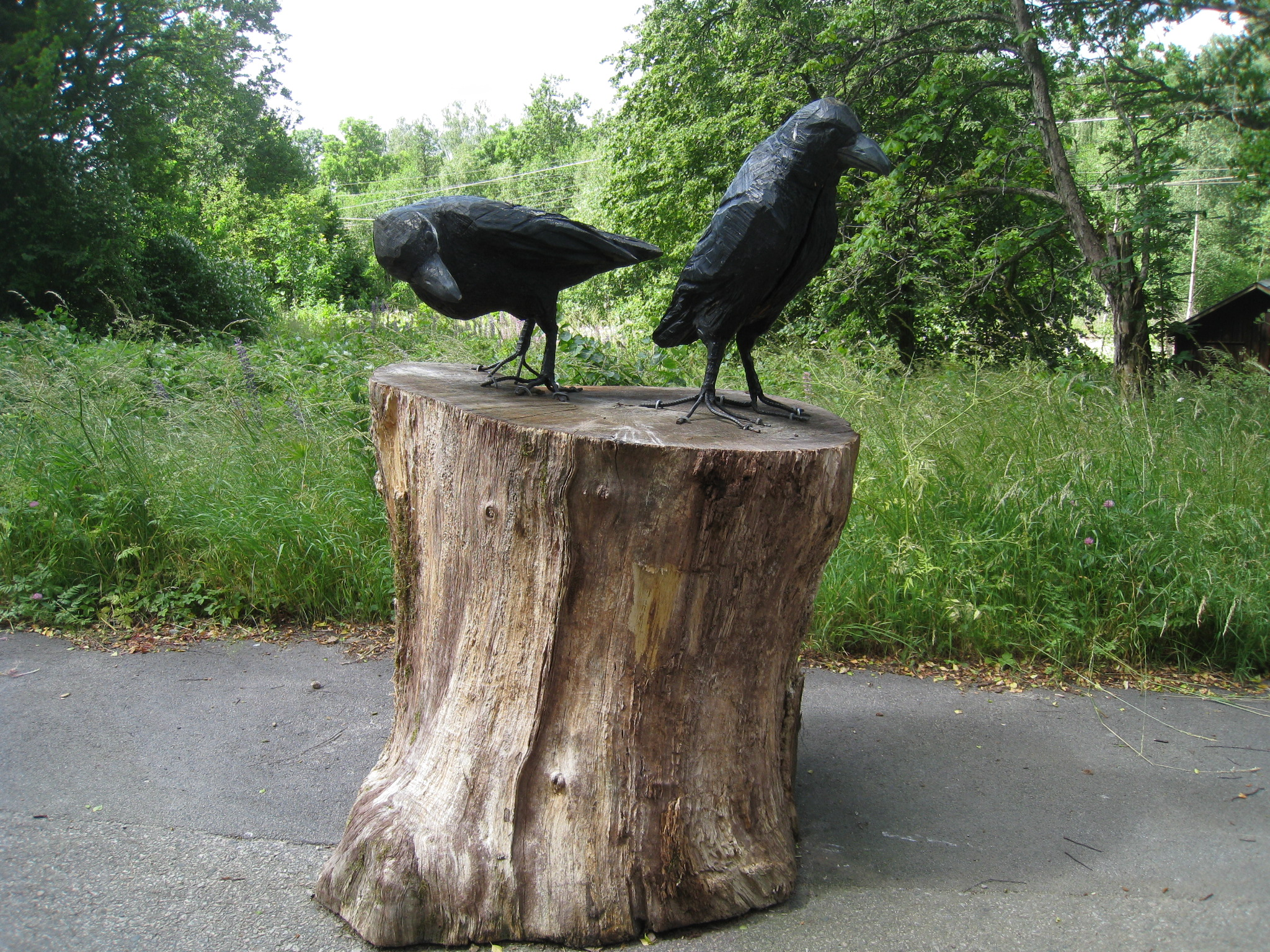
Raben, Kunstwerk von Sven-Ingvar Johansson.
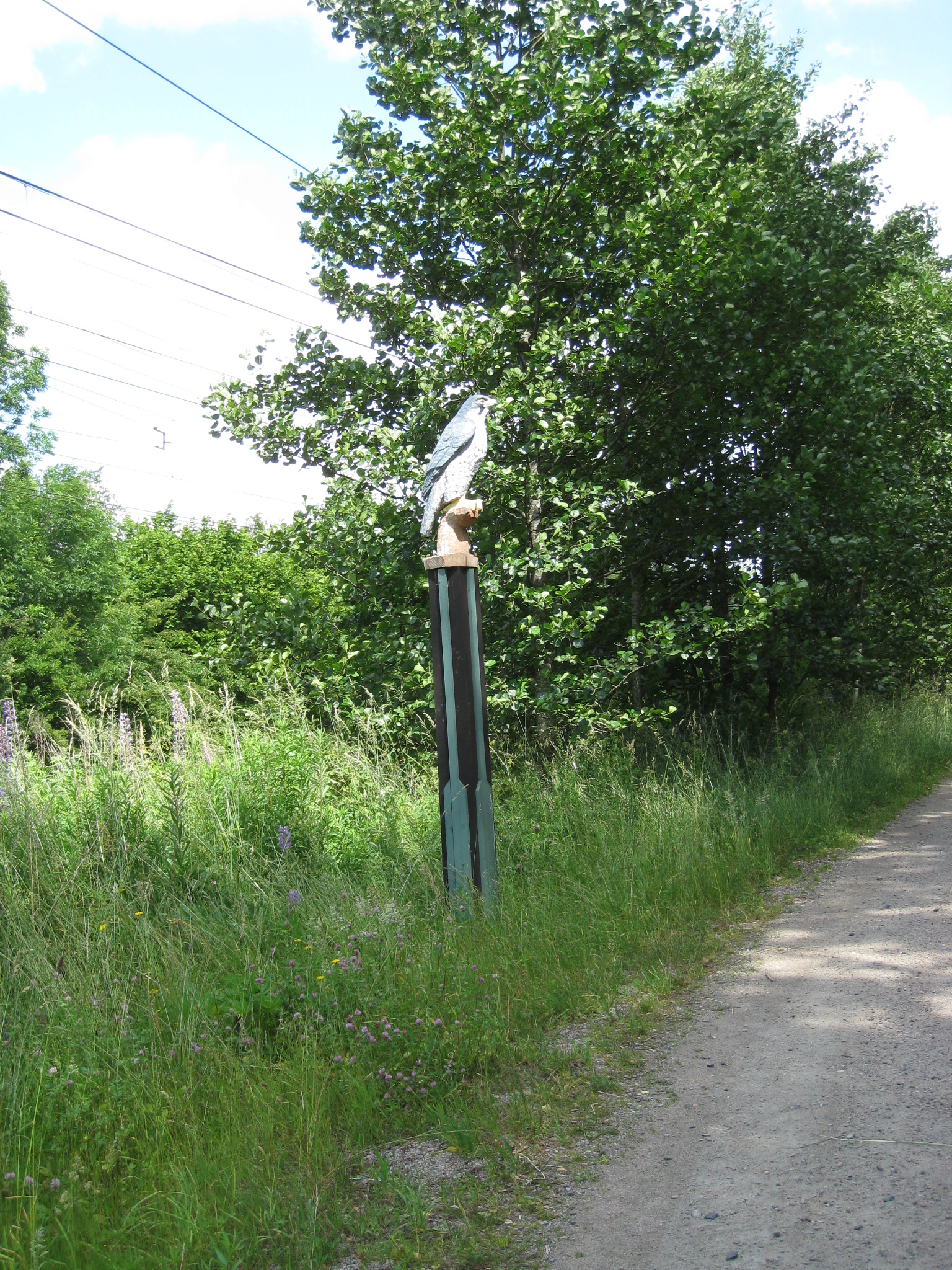
Wanderfalke, Kunstwerk von Sven-Ingvar Johansson.